# Långasjön (Bollebygds socken, Västergötland)
Långasjön är en sjö i Bollebygds kommun i Västergötland och ingår i Rolfsåns huvudavrinningsområde.